# Typhlocirolana haouzensis
Typhlocirolana haouzensis là một loài chân đều trong họ Cirolanidae. Loài này được Boutin, Boulanouar, Coineau & Messouli miêu tả khoa học năm 2002.